# 蒂罗尔州基希多夫
蒂罗尔州基希多夫是奥地利蒂罗尔州基茨比尔县的一个市镇。总面积113.8平方公里，总人口3613人，人口密度31.7人/平方公里（2005年）。